# Sundsta, Norrtälje kommun
Sundsta är en gård och ett fritidshusområde i Husby-Sjuhundra socken i Norrtälje kommun, Stockholms län. 2015 avgränsade SCB här åter en småort.

## I orten
I Sundsta finns restaurang och café, golfbana, motorbana och jägarkurser.